# Hiyokoi
Hiyokoi (ひよ恋?) è un manga shōjo scritto e disegnato da Moe Yukimaru. Ha debuttato nel numero di dicembre 2009 della rivista Ribon di Shūeisha e si è concluso cinque anni dopo. Il nome della serie è una paronomasia tra Hiyoko (ひよこ, "pulcino") e Koi (恋, "amore"). In Italia, il manga è stato pubblicato dalla Panini Comics sotto l'etichetta Planet Manga a partire da ottobre 2012 fino a maggio 2015.
Un film di ventidue minuti, basato sul manga e prodotto dalla Production I.G, è stato proiettato durante il festival estivo di Ribon il 30 luglio 2010. In seguito è stato distribuito in un DVD insieme all'OAV di Yumeiro Pâtissière.

## Trama
Hiyori Nishiyama è una ragazza di quindici anni estremamente timida e di bassa statura. Dopo essere stata in ospedale per un anno a causa di un incidente stradale, inizia ad andare alle scuole superiori come una freshman insieme alla sua migliore amica Ritsuka. Nella sua classe c'è un ragazzo molto alto che sembra avere numerosi amici. Il suo nome è Yuushin Hirose e diventa amico di Hiyori anche se all'inizio lei non è molto felice delle sue abitudini. Dopo un incidente dove le sue mutandine vengono mostrate a tutta la classe, la ragazza inizia a farsi degli amici e si innamora di Yuushin, ma, a causa della sua timidezza, non sa come confessargli il suo amore.

## Personaggi
Hiyori Nishiyama (西山ひより?, Nishiyama Hiyori)
È la protagonista della storia, ha 15 anni, è alta 140 cm ed è molto timida; all'inizio farà a fatica a fare amicizia (infatti l'unica con cui ha un fortissimo legame è la sua amica Ritsuka). Hiyori prima dell'inizio della cerimonia di apertura del liceo è stata in ospedale per un incidente. Si innamora del bellissimo Yuushin Hirose. Ha una gattina che si chiama Pui-Pui. Andando avanti con il manga si vedrà una Hiyori che cambierà poco alla volta anche grazie alla sua relazione con Hirose. È molto brava a scuola, infatti più di una volta aiuterà i suoi amici con lo studio.
Yuushin Hirose (広瀬結心?, Hirose Yūshin)
È il ragazzo che tutte vorrebbero avere, 15 anni, alto 190 cm (ben 50 cm in più di Hiyorin). Yuushin darà a Hiyori il soprannome di Hiyorin. Yuushin è negato con lo studio, per questo chiederà aiuto a Hiyorin. Hirose ama molto gli animali infatti tutti quelli che trova per strada li porta a scuola e cerca di prendersi cura di loro. È il ragazzo più popolare della scuola e perciò è sempre circondato da ragazze. Più avanti si rende conto di provare dei sentimenti molto forti per Hiyori e gli proporrà di fidanzarsi.
Ritsuka Nakano (中野律花?, Nakano Ritsuka) [aka la best girl della serie]
L'amica d'infanzia della protagonista. ha 15 anni e caratterialmente è il contrario della protagonista grazie al suo carattere sociale ed estroverso. Sin da piccola si è presa cura di Hiyori tanto da commuoversi al fidanzamento di quest'ultima. Hiyorin la chiama semplicemente "Ricchan". Durante la serie si avvicinerà molto a Kō, tanto da finire con l'innamorarsene e (dopo gli eventi della storia) a conviverci per badare alla sua nutrizione.
Vogliamo tutti una OVA per loro due.
Natsuki Aizawa (相沢夏輝?, Aizawa Natsuki)
Diventerà la seconda migliore amica della protagonista. Preferisce le cose piccole e carine, è anche questo uno dei motivi per i quali lega con la protagonista. Natsuki è anche una cara amica di Yuushin e i due si conoscono dalle medie. Di lei s' innamora un universitario Oschiro che frequenta il supermercato in cui lavora Natsuki , per conquistarla le regala il portachiavi col pupazzetto pulcino Piyo che ha vinto con i punti del pane
Kisaki Tominaga (富永きさき?, Tominaga Kisaki)
La vicina di casa nonché amica d'infanzia di Yuushin che, anche se non lo vuole ammettere apertamente, tiene molto a lei. Tominaga ovviamente è innamorata di lui, che però rifiuta i suoi sentimenti; alla fine restano solo amici. Ha frequentato una scuola molto prestigiosa.
Si trasferirà in inghilterra seguendo il lavoro del padre.
Kou Nitobe (新渡戸工?, Nitobe Kou)
Kou è uno dei compagni di classe di Hiyorin nel secondo anno. Lui è alto 159 cm ed all'inizio ha una cotta per Hiyori ma dopo essere stato rifiutato da una Nishiyama già fidanzata, comincia a notare molto le attenzioni che gli rivolgeva Ritsuka, tanto che poi i due finiranno per mettersi insieme (godo). Ha un carattere molto simile alla protagonista.
Reina Matsushima (松島れいな?, Matsushima Reina)
Reina è una dei compagni di classe di Hiyorin nel secondo anno. Ha perso un anno di scuola perché ha studiato in America. È una ragazza molto bella e solare e mette subito gli occhi su Yuushin diventando la rivale di Hiyorin, ma alla fine si scopre che lei ha una relazione a distanza e che Yuushin sarebbe solo un passatempo e diventa amica di Hiyorin.
Miyoko Mitani (見たにみよこ?, Mitani Miyoko)
È l'insegnante dei personaggi ed è una donna molto buona che però non riesce a trovare il suo "principe azzurro". Viene chiamata, dai suoi alunni, Mittan.

## Media

### Manga
Il manga è stato scritto e disegnato da Moe Yukimaru e serializzato dal novembre 2009 al novembre 2014 sulla rivista Ribon. In seguito i vari capitoli sono stati raccolti in quattordici volumi tankōbon pubblicati tra il 15 marzo 2010 ed il 15 gennaio 2015.
In Italia la serie è stata pubblicata da Panini Comics sotto l'etichetta Planet Manga nella collana Planet Ai dal 6 ottobre 2012 al 14 maggio 2015.

#### Volumi
| Nº | Data di prima pubblicazione | Data di prima pubblicazione | Data di prima pubblicazione |
| Nº | Giapponese                  | Giapponese                  | Italiano                    |
| -- | --------------------------- | --------------------------- | --------------------------- |
| 1  | 15 marzo 2010               | ISBN 978-4-08-867044-7      | 6 ottobre 2012              |
| 2  | 15 luglio 2010              | ISBN 978-4-08-867065-2      | 10 novembre 2012            |
| 3  | 15 novembre 2010            | ISBN 978-4-08-867083-6      | 12 gennaio 2013             |
| 4  | 15 marzo 2011               | ISBN 978-4-08-867106-2      | 16 marzo 2013               |
| 5  | 15 luglio 2011              | ISBN 978-4-08-867131-4      | 18 maggio 2013              |
| 6  | 15 novembre 2011            | ISBN 978-4-08-867153-6      | 13 luglio 2013              |
| 7  | 15 marzo 2012               | ISBN 978-4-08-867185-7      | 14 settembre 2013           |
| 8  | 13 luglio 2012              | ISBN 978-4-08-867210-6      | 16 novembre 2013            |
| 9  | 14 dicembre 2012            | ISBN 978-4-08-867238-0      | 18 gennaio 2014             |
| 10 | 15 maggio 2013              | ISBN 978-4-08-867269-4      | 22 marzo 2014               |
| 11 | 15 ottobre 2013             | ISBN 978-4-08-867294-6      | 17 maggio 2014              |
| 12 | 14 marzo 2014               | ISBN 978-4-08-867317-2      | 9 agosto 2014               |
| 13 | 12 agosto 2014              | ISBN 978-4-08-867332-5      | 17 gennaio 2015             |
| 14 | 15 gennaio 2015             | ISBN 978-4-08-867353-0      | 14 maggio 2015              |

### Anime
Il 23 aprile 2010 è stato annunciato un adattamento anime del manga, che è stato trasmesso in tre eventi della rivista Ribon: il primo a Tokyo il 30 luglio 2010, il secondo a Osaka il 6 agosto 2010 e l'ultimo a Nagoya il 19 agosto 2010. Il 2 ottobre 2010 un DVD contenente un OAV di Hiyokoi e uno special di Yumeiro Pâtissière è stato pubblicato insieme al numero di novembre di Ribon. L'anime è stato diretto da Naganuma Norihiko con il character design di Shibata Yuka ed è stato prodotto dalla Production I.G. L'OAV copre i primi due capitoli del manga.